# Tafonomie

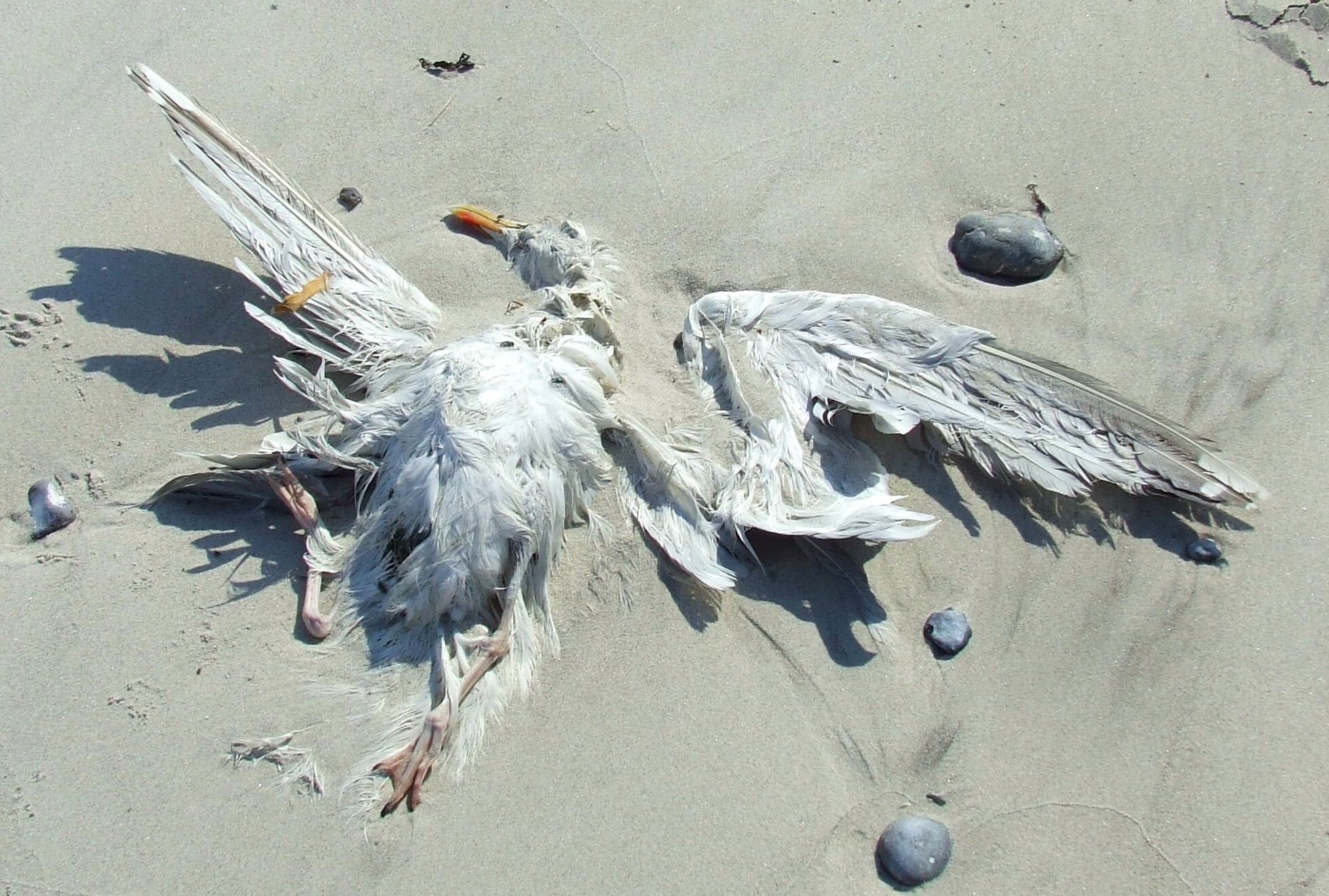
Het kadaver van een zilvermeeuw (Larus argentatus) op het strand van Düne. Waarnemingen van recent gestorven meeuwen maken duidelijk dat de vogels alleen op het land en aan de oever volledig fossiliseren. In het water vergaat het kadaver terwijl het aan de oppervlakte drijft.

De tafonomie is de wetenschap die onderzoek doet naar de processen die plaatsvinden vanaf de dood van een organisme tot en met de fossilisatie. Omdat afgestorven organismen (of hun sporen) meerdere fasen doorlopen voordat ze in fossielen veranderen (zie fossilisatie) wordt bij tafonomisch onderzoek kennis uit verschillende andere wetenschappen gebruikt, zoals biochemie, biofysica, scheikunde, biologie, geologie, paleontologie en bij sporenfossielen ook fysiologie. Voordat een organisme (eventueel) in een fossiel veranderd spelen aaseters, verrotting, sedimentatie en diagenese een rol. In 1940 introduceerde de sovjetwetenschapper Ivan Jefremov de tafonomie als hulpwetenschap in de paleontologie. 